# Ferdo Kozak
Ferdo Kozak, rodným jménem Ferdinand Kozak (18. října 1894, Lublaň, Rakousko-Uhersko – 8. prosince 1957, Lublaň, Jugoslávie) byl slovinský spisovatel, dramatik a politik.

## Životopis
Narodil se v Lublani. Jeho starší bratr Juš Kozak byl proslulý spisovatel a literární kritik, zatímco jeho mladší bratr Vlado Kozak komunistický politik.
V roce 1913 se přidal k radikální mládežnické organizaci Preporod, která byla zapojena do protirakouské a do projugoslávské činnosti a ve své činnosti spolupracovala také například s Mladou Bosnou. Gymnázium absolvoval v Lublani. Během první světové války byl povolán do rakousko-uherské armády a bojoval na východní frontě. Po válce studoval na Filozofické fakultě Univerzity Karlovy v Praze, kde získal doktorát. V roce 1926 se přestěhoval do Bělehradu, kde pracoval jako knihovník. V roce 1929 se vrátil do Lublaně, kde do roku 1942 s krátkou přestávkou pracoval jako pedagog na lublaňském klasickém gymnáziu. Krátká přestávka na počátku třicátých let byla způsobena nuceným přestěhováním do Nového mesta, neboť se veřejně stavěl proti Alexandrově královské diktatuře. Byl také odpůrcem jugoslávského centralismu a nacionalismu. Patřil mezi zakladatele levicového liberálního deníku Sodobnost, který redigoval společně s Josipem Vidmarem, Franěm Albrehtem a Stankem Lebenem. Časopis podporoval slovinskou autonomii v rámci demokratické a federativní Jugoslávie. V letech před druhou světovou válkou byl patrný posun ke komunistické straně. Po okupaci Jugoslávie v dubnu 1941 se zařadil mezi zakladatele Osvobozenecké fronty. V roce 1942 byl zajat Italy. Po italské kapitulaci se stal za jugoslávské partyzány členem spojenecké vojenské mise na Bari. V roce 1944 se vrátil do Slovinska a byl jmenován tajemníkem pro kulturu ve Slovinské národněosvobozenecké radě (SNOS). Po osvobození působil jako slovinský ministr kultury (1945 až 1947). Nikdy nebyl členem komunistické strany.
Zemřel v Lublani, jeho syn Primož Kozak byl také proslulý dramatik a esejista.
Byl nositelem Řádu práce, Řádu zásluh o národ, Řádu bratrství a jednoty a Partyzánské pamětní medaile 1941.